# Универзитет у Версају
Универзитет у Версају (фр. Université de Versailles-Saint-Quentin-en-Yvelines, UVSQ) је француски универзитет основан 1991. и налази се у Версају.